# Augusto Viana do Castelo
Augusto de Viana do Castelo (Curvelo, 8 de outubro de 1874 — Rio de Janeiro, 26 de setembro de 1953) foi um advogado, comerciante e político brasileiro.
Representou o estado de Minas Gerais na Câmara dos Deputados em várias legislaturas: novembro de 1906 a janeiro de 1909, fevereiro de 1909 a janeiro de 1912 e de fevereiro de 1912 a dezembro de 1914. Em 1921 voltou a ser eleito deputado federal, sendo reconduzido à Câmara em 1924, nela permanecendo até setembro de 1926, quando foi nomeado secretário da Agricultura de Minas Gerais pelo presidente do estado Antônio Carlos Ribeiro de Andrada.
Foi ministro da Justiça e Negócios Interiores no Governo Washington Luís, de 15 de novembro de 1926 a 24 de outubro de 1930.  Após a deposição daquele governo pela Revolução de 1930, exilou-se na Europa, fugindo das perseguições políticas. No velho mundo, estabeleceu contato com o escritor Humberto Campos, de quem se tornou admirador.
Também se dedicou às atividades comerciais, tendo falecido na cidade do Rio de Janeiro em 26 de setembro de 1953.